# 天秤座θ
天秤座θ，中文星名西咸三，又名BD-16 4174，HD 142198、SAO 159563、HR 5908，是天秤座的一颗恒星，视星等为4.15，位于銀經353.54，銀緯27.72，其B1900.0坐标为赤經15h 48m 7.8s，赤緯-16° 27.72′ 9″。